# Ptiliolum sahlbergi
Ptiliolum sahlbergi är en skalbaggsart som först beskrevs av Flach 1888.  Ptiliolum sahlbergi ingår i släktet Ptiliolum, och familjen fjädervingar. Arten är reproducerande i Sverige.